# Transformismo en España a principios del siglo XX

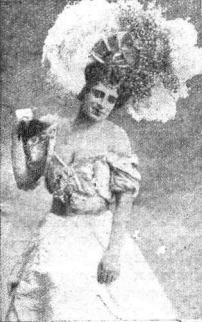
Fregoli vestido de mujer, tal como aparece en la revista argentina Caras y Caretas en 1935.

Durante un corto periodo de tiempo, entre finales del siglo XIX y la guerra civil, floreció el transformismo en los teatros de España.

## Inicios
El espectáculo de variedades surgió en España a finales del siglo XIX, en imitación a lo que ocurría en París y otras ciudades europeas, como Berlín o Londres. En España, a pesar de su popularidad, inicialmente las artistas de variedades estaban consideradas a la misma altura que las prostitutas. La presencia masculina era prácticamente inexistente sobre el escenario.
Este tabú se rompió con la llegada de Leopoldo Fregoli en 1897 al Teatro Apolo de Madrid. Sus espectáculos incluían más de 100 personajes, todos interpretados por él, entre ellos también mujeres. Tanto éxito tuvo, que repitió en 1903 en el Teatro de la Alhambra y posteriormente en el Teatro de la Zarzuela. Así, los hombres españoles saltaron al escenario de forma anónima, vestidos de mujer y realizando un espectáculo sicalíptico como se esperaba de una artista femenina.

## Apogeo

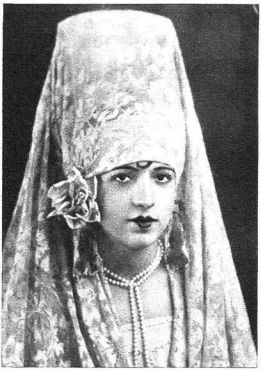
Según el texto de Mundo Gráfico: «‹La Asturiana›, imitador de estrellas, muy conocido y celebrado en los ‹music-halls› del barrio chino y el Paralelo.»

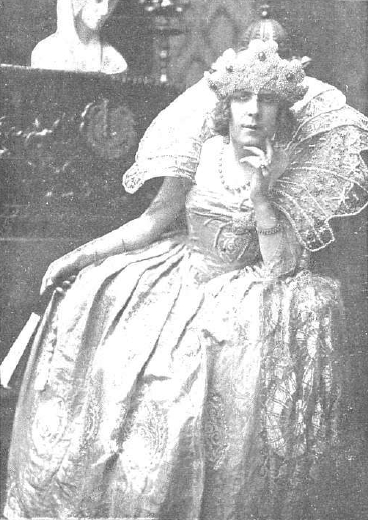
Edmond de Bries, en un reportaje de Mundo Gráfico a cuenta de su estreno en el Teatro Maravillas.

Entre los hombres españoles que se dedicaban al teatro a inicios del siglo XX, se pueden mencionar a Antonio Alonso, Loperetti, Luisito Carbonell, Freddy, Derkas, Edmond de Bries, Ramper, Puisinet, Genaro el feo y Mirko. De estos, más de la mitad realizaba espectáculos de transformismo al estilo de Fregoli con gran éxito de público.
El francés Robert Bertin introdujo una evolución del espectáculo de transformismo, realizando imitaciones de estrellas de las variedades, tanto en la vestimenta como en la voz, algunos incluso mejor que el original. Bertin imitaba a La Bella Otero, Yvette Guilbert, Cléo de Mérode, La Tortajada y Paulette Darty.
Uno de los primeros artistas españoles en emular a Robert Bertin fue Ernesto Foliers, que imitaba hacia 1911 a Fornarina, La Goya, Raquel Meller, Adelita Lulú y Paquita Escribano, colaborando en el espectáculo con su esposa. El siguiente en aparecer fue Edmond de Bries, de nombre real Ascensio Marsal, originario de Cartagena, que se había asentado en Madrid. Su mayor éxito eran sus toilettes, muy suntuosas, que empleaba en sus imitaciones de Pastora Imperio o La Chelito. Tanto éste como Derkas tuvieron un éxito enorme, al nivel de Bert Errol en Inglaterra o de Julian Eltinge o Francis Renault en Estados Unidos. Edmond de Bries tuvo muchos seguidores que trataron de emular su éxito. Otro transformista de gran éxito fue Dorian, que trabajaba sin peluca y era conocido por su desparpajo e ingenio. Le siguieron innumerables otros, hasta el punto de que la madre de una cupletista, lamentando el éxito de los hombres, exclamó, «A todos los hombres así los mandaría yo a Fernando Poo», a lo que le contestaron, «Pero, ¿cree usted que cabrían todos allí?». El último transformista de alguna importancia fue un tal Freddy, presentado en 1931 al público.
En Barcelona, el transformista más destacado fue Derkas, de nombre real Manuel Izquierdo, nacido en Manila, hijo del procurador fiscal de la Audiencia de Cebú. Derkas llegó incluso a llevar su espectáculo a Londres, Berlín, París o Buenos Aires.
En general, estos artistas no fueron bien considerados y acabaron siendo relacionados con la homosexualidad, lo que era cierto en casos como el de Luisito Carbonell, pero completamente falso en casos como el de Robert Bertin. El ambiente de la época ha sido recreado en la película Un hombre llamado Flor de Otoño (1978) de Pedro Olea.

## Desaparición
Tal como habían surgido, estos artistas desaparecieron con la guerra civil española, junto con todas las otras «manifestaciones inmorales del arte». El único que consiguió seguir trabajando en el espectáculo fue Mirko, pero dejó de realizar espectáculos de transformismo.
Las primeras transformistas de la siguiente generación, como Madame Arthur o Gilda Love, no comenzarían a actuar en España hasta los años sesenta, si bien sí lo habían hecho antes en cabarets del extranjero.